# Самосская война
Самосская война, также Афино-самосская война (440—439 гг. до н. э.) — военный конфликт между Афинами и Самосом. Изначально Афины вмешались в противостояние между Самосом и Милетом за обладание небольшим городом на материковом побережье Малой Азии Приеной. Они без боя заняли Самос, который входил в Афинский морской союз, отстранили от власти олигархов и ввели демократическое правление. Через некоторое время олигархи вновь захватили власть, после чего стали готовиться к неизбежной войне.
Действия самосцев угрожали Афинам созданием широкой коалиции со Спартой и персами. Также возникла угроза восстания других членов Афинского морского союза. Флот под командованием Перикла в срочном порядке отплыл к Самосу. После нескольких сражений и девятимесячной осады город сдался. Его жители были вынуждены срыть городские стены, выплатить громадную контрибуцию и восстановить демократическое правление. Самосская война показала внутреннюю непрочность Афинского морского союза и одновременно стала свидетельством того, что Афины могут самостоятельно справляться с непокорными союзниками.

## Предшествующие события
Самос и Милет расположены в восточной части Эгейского моря в одном дне пути друг от друга. В ходе греко-персидских войн оба полиса вошли в состав Делосского союза. Среди всех его членов Самос, после Афин, был наиболее сильным и крупным. Став членом союза, Самос сохранил автономию, чеканил монету, обладал крупным морским флотом. Вступление в одно военно-политическое образование не прекратило давнюю вражду между Самосом и Милетом, которая привела к вооружённому конфликту.
В 441 году до н. э. между двумя городами разразилась война. Античные источники называют её непосредственной причиной желание обеих сторон контролировать Приену. Победу над ослабленным в ходе нескольких восстаний Милетом одержал Самос. Милетяне, в свою очередь, при поддержке оппозиционных, ранее изгнанных из города самосских демократов, отправили посольство в Афины.
В Афинах к жалобам милетян отнеслись с большим интересом. Конфликт между Милетом и Самосом создавал нежелательный прецедент вооружённых столкновений между членами Афинского морского союза. Оба полиса нарушили союзный договор, так как при его заключении клялись иметь «одних друзей и одних врагов». Афины также получали удобный повод для того, чтобы покончить с самосской независимостью. Официальным поводом начала военных действий стал отказ самосцев от третейского посредничества Афин, либо от каких-либо других неприемлемых условий. Согласно Плутарху, виновницей начала войны стала возлюбленная Перикла, уроженка Милета Аспасия, которая уговорила «первого гражданина» помочь своему родному городу.

## Начало военных действий
Рейд Перикла
В начале лета 441 года до н. э. эскадра из сорока кораблей под командованием Перикла отплыла к Самосу. Афинянам в июне-июле удалось без боя занять город. Они отстранили от власти олигархов-геоморов, установили демократическое правление, взяли заложников (50 мальчиков и столько же мужчин), которых отправили на остров Лемнос, заставили самосцев выплатить 80 талантов контрибуции, после чего вернулись домой. Согласно Плутарху, Перикла старались подкупить: персы, чтобы тот передал им город; самосцы, чтобы им не вводили демократию; заложники, чтобы остаться дома. Военачальник отклонил все поступающие предложения.
Восстание
Быстрые и эффективные действия афинян вызвали негодование местных жителей. Самосцы в своём большинстве поддерживали олигархов, а демократия не пользовалась популярностью. Аристократы, ранее бежавшие на материк, заручились поддержкой персидского сатрапа Лидии Писсуфна. В марте 440 года до н. э. они незаметно ночью высадились на острове и захватили власть в городе.
Самосские олигархи начали готовиться к неизбежной войне. Первым делом они выдали афинских должностных лиц персам. Также, с персидской помощью им удалось освободить заложников на Лемносе. Самос заключил союз с Византием, который вышел из состава Афинского морского союза. Возможно, они вели переговоры и с другими полисами. Фукидид сообщает, что послы были отправлены и в Спарту. Таким образом, восстание на Самосе стало принимать угрожающий оборот. За событиями внимательно наблюдали другие члены Афинского морского союза в Карии, Фракии и на Халкидике, готовые в любой момент выйти из-под афинского контроля. Некоторые города на севере Эгейского моря отказались выплачивать афинянам форос. Кроме того появилась угроза создания большой антиафинской коалиции с участием Спарты и персов.
В ответ на просьбу самосцев Спарта созвала конгресс членов Пелопоннесского союза. Этим был поставлен под угрозу заключённый в 446/445 году до н. э. Тридцатилетний мир. Было решено не нападать на Афины, которые могли подавить восстание самосцев и предотвратить всеобщий мятеж, поддержанный Персией, за которым последовала бы война, способная уничтожить Афинскую державу.
Против оказания помощи повстанцам выступил также Коринф, сам имевший старинную вражду с Самосом. Впоследствии, через 10 лет перед началом Пелопоннесской войны коринфяне подчёркивали, что считали и считают, что «всякий имеет право наказывать своих союзников». Под влиянием Коринфа большинство участников выступило против начала войны с Афинами. Персы на этом фоне также не рискнули начать военные действия. В результате широкая антиафинская коалиция не состоялась. Однако положение для Афин оставалось довольно серьёзным — победа Самоса над Милетом могла стать сигналом для восстания в других полисах Афинского морского союза. Именно этим объясняется то, что к Самосу был отправлен сильный флот со всеми избранными в 440 году до н. э. стратегами, включая Перикла, Софокла и Андокида.

## Ход боевых действий
Всего в апреле 440 года до н. э. афиняне снарядили 60 кораблей. Часть из них Перикл направил в Карию, где было неспокойно. Также в их задачу входило наблюдение за действиями персидского флота. На Хиос и Лесбос афиняне отправили несколько кораблей со стратегом и знаменитым драматургом Софоклом. Перед ним стояла важная задача — убедить союзников помочь Афинам в их противостоянии с Самосом. Эти острова с олигархическим типом правления могли выступить против Афин. Софокл, использовав свои богатство, знатность и славу, убедил аристократов Хиоса и Лесбоса отправить на помощь афинянам свой флот. Самосцы, согласно античным источникам, смогли выставить 70 триер, двадцать из которых были грузовыми. В последовавшем морском сражении в начале мая победу одержали афиняне, после чего приступили к осадным работам. В это время к ним прибыло подкрепление в 40 кораблей из Афин. Согласно версии Ю. фон Пфлугк-Харттунга, на момент прибытия флота Перикла корабли самосцев находились около Милета. После этого главнокомандующий Самоса Мелисс был вынужден с боем прокладывать себе дорогу домой. В ходе упорного сражения ему удалось прорвать ряды афинских кораблей и вернуться домой. Перикл преследовал корабли самосцев до их прибытия в гавань. Таким образом обе стороны могли приписать себе победу. Город был полностью блокирован: с суши — тремя стенами, а с моря — афинским флотом.
В это время Перикл получил известия, что на помощь Самосу приближается персидский флот. Взяв с собой шестьдесят триер, Перикл вышел им навстречу, стремясь перехватить их как можно дальше от Самоса. По мнению Плутарха, Перикл совершил оплошность, так как ослаблением афинян не преминули воспользоваться самосцы. Военачальник Мелисс убедил сограждан совершить вылазку. Он напал на немногочисленных афинян и победил в морском бою, потопив сторожевые корабли. Афиняне потеряли много кораблей и воинов пленными, блокада Самоса была прорвана, и город получил возможность пополнить запасы для следующей осады.
В историографии обсуждается вопрос относительно действий персов во время Самосской войны. Угроза начала войны со стороны империи Ахеменидов против Афин была высокой. Ещё до начала блокады Стесагор вместе с другими самосскими военачальниками отплыл навстречу персидскому флоту, чтобы убедить вступить в войну. Этой угрозой можно объяснить отплытие Перикла из-под Самоса. Афинский стратег стремился не допустить вражеский флот в Эгейское море, так как его появление могло спровоцировать восстания и других полисов морского союза. Историк С. Эдди предположил, что персидский флот действительно совершил демонстративное плавание вдоль линии, которая, согласно условиям Каллиева мира, была установлена в качестве морской границы между владениями греческих полисов и империей Ахеменидов. Не исключена возможность того, что слухи о персидской угрозе инспирировали самосцы. Также обсуждается возможность подготовки к войне со стороны сатрапа Писсуфна, который, не получив разрешения на её начало со стороны царя царей Артаксеркса, был вынужден лишь наблюдать за происходящими на Самосе событиями.
Перикл, узнав о событиях под Самосом, срочно вернулся к острову. К тому же сообщения об угрозе со стороны персидского флота оказались ложными. В очередном морском сражении Перикл победил Мелисса и вновь блокировал город. В середине июня к Самосу подошли афинские подкрепления (40 кораблей под командой Фукидида, Гагнона и Формиона, 20 кораблей под командой Тлеполема и Антикла, 30 хиосских и лесбосских судов). Не желая новых потерь, Перикл приказал окружить город стеной и взять его измором. Во время осады афинские войска были разделены на восемь частей, одна из которых по жребию отдыхала, а семь — вели военные действия. Афиняне использовали осадные машины, бывшие тогда новинкой военной техники. В лагере также находился механик Артемон из Клазомен, которого в античной традиции называли первым изобретателем осадных орудий. Самосцы, согласно античным источникам, продержались девять месяцев, после чего в начале 439 года до н. э. предприняли безуспешную попытку вырваться из порта. Потеряв надежду на спасение, город сдался. По версии Диодора Сицилийского, афиняне при помощи осадных машин, изобретённых Артемоном, разрушили стены, после чего захватили город.
Плутарх со ссылкой на Дурида Самосского рассказывает о жестокости, с которой действовал Перикл во время Самосской войны. Он приказывал ставить пленным на лбу клеймо. Впрочем, самосцы поступали с захваченными афинянами таким же образом. После победы афинский стратег привёз самосских военачальников в Милет, где сначала продержал их десять дней в оковах, а затем приказал убить и оставить тела без погребения. Самосец Дурид не мог быть беспристрастным в вопросе, который непосредственно касался его родного острова. Также он не был современником событий. В связи с этим данное сообщение в историографии считается недостоверным.

## Итоги войны
Захватив город, Перикл первым делом покарал зачинщиков восстания. Затем афиняне заставили самосцев срыть городские стены и передать им флот. Кроме этого была конфискована часть земельных наделов олигархов и наложена громадная контрибуция в 1200 талантов, размер которой косвенно подтверждается эпиграфическими источниками. Существует версия, что самосцы были вынуждены выплачивать эту сумму по 50 талантов ежегодно в течение многих лет. В то же время, под контролем Самоса остался остров Аморгос. Также на Самосе, согласно Диодору Сицилийскому, было установлено демократическое правление. Афиняне не сочли необходимым оставить на острове гарнизон. Самосские аристократы были вынуждены покинуть родной остров и нашли убежище в Анее. Историки могут по разному оценивать результаты мирного договора для Самоса — от мягкого до сурового.
Вскоре после падения Самоса сдался Византий. В историографии существует версия о том, что Византий лишь ненадолго вышел из состава Афинского морского союза, но затем в него вернулся. По всей видимости, жители города посчитали сопротивление бессмысленным. Отсутствие каких-либо репрессивных мер со стороны афинян может быть объяснено важным стратегическим положением города, который находился под постоянной угрозой завоевания персами.
Во время надгробной речи в честь павших Перикл назвал их подобными богам: «Ведь и богов мы не видим, …, но по тем почестям, которые им оказывают, и по тем благам, которые они нам даруют, мы заключаем, что они бессмертны; эти черты свойственны и тем, которые погибли в бою за отечество». Когда Перикл спускался с трибуны под приветственные крики, к нему подошла сестра знаменитого полководца Кимона Эльпиника. Она с издёвкой сказала, что подвиги Перикла действительно достойны восторгов, так как он погубил много достойных граждан в войне с родственным и союзным островом. На это первый гражданин процитировал Архилоха: «Не стала бы старуха мирром мазаться». Это обозначало, что Эльпинике также неприлично вмешиваться в государственные дела, как и старухе мазаться мирром.
Сам Перикл, согласно Плутарху, который цитирует Иона Хиосского, очень гордился победой над Самосом. Античный историк приводит слова «первого гражданина»: «Агамемнон в десять лет взял варварский город, а я в девять месяцев покорил первых, самых сильных ионян». Современные историки подчёркивают, что у Перикла не было особых поводов для хвастовства. Расправа над союзным городом при явном преимуществе сил и средств в течение девятимесячной осады не представляет собой грандиозного подвига. Однако ничего более заметного в полководческом «багаже» Перикла просто не было.
Есть предположение, что во время Самосской войны от Афинского морского союза отложился не только Византий, но и города Карии. В отличие от Византия, Афинам не удалось возвратить их под свой контроль. Самосская война показала внутреннюю непрочность Морского союза. Одновременно война стала свидетельством того, что Афины могут самостоятельно справляться с непокорными союзниками.
Во время Самосской войны по причине возбуждённого состояния общества, а также опасения о падении престижа в глазах союзников, афиняне запретили выводить на сцену в комедиях лиц под их собственными именами. Ограничение просуществовало недолго и через три года было отменено.